# Guddi
Guddi (Devangari: गुड्डी guḍḍī, Nastaliq: گڈی) ist ein Hindi-Film von Hrishikesh Mukherjee aus dem Jahr 1971. Er handelt von einem Schulmädchen, das sich in den Filmstar Dharmendra verliebt hat.

## Handlung
Guddi ist ein Mädchen voller Lebensfreude. Sie geht zur Schule und lebt mit ihrem Vater und ihrem Bruder und dessen Frau Uma zusammen. Ihr größter Idol ist niemand anderes als der Filmstar Dharmendra. Niemand weiß davon, bis sie nach Bombay geht und dort ihren Onkel besucht.
Guddi gesteht Navin, der Bruder ihrer Schwägerin, dass sie in Dharmendra verliebt ist, unwissend, dass Navin eigentlich in sie verliebt ist. Deshalb wendet er sich an seinen Onkel S. Gupta, der von Beruf Psychologe ist. Professor S. Gupta trifft sich mit Dharmendra und bittet ihn um Hilfe. Seitdem darf Guddi Dharmendra bei den Filmsets begleiten.
Bald erkennt Guddi, dass Dharmendra doch nicht der Mensch ist, den sie von der Kinoleinwand kannte. Deshalb entscheidet sie sich für Navin und die beiden heiraten.

## Musik
| Lied                     | Sänger      |
| ------------------------ | ----------- |
| Humko Man Ki Shakti Dena | Vani Jairam |
| Bol Re Papi Hara         | Vani Jairam |
| Hari Bin Kaise Jivoon Re | Vani Jairam |

Die Liedtexte schrieb Gulzar.
In dem Film sind noch alte Klassiker-Songs wie Tujhe Jeevan Ki Dor Se  aus Asli-Naqli und Aaja Re aus Madhumati zu hören.

## Hintergrund
Eine Reihe Filmstars sind in Guddi zu sehen:
- Dilip Kumar, Mala Sinha und Biswajeet bei den Dreharbeiten zu Phir Kab Milogi
- Vinod Khanna und Shatrughan Sinha bei den Dreharbeiten zu Mere Apne
- Ashok Kumar, Rajesh Khanna, Pran, Vimi und Om Prakash Dreharbeiten zu einem Film
- Amitabh Bachchan in einer Szene aus Parwana
- Navin Nischol in einer Szene aus Nadaan

Jaya Bachchan wurde mit diesem Film zu einem der Stars des Hindi-Films der 1970er Jahre.

## Auszeichnungen
BFJA Awards: Special Award (Hindi film) für Guddi an Jaya Bhaduri (1972)
Nominierung bei den Filmfare Award 1972
- Filmfare Award/Beste Hauptdarstellerin an Jaya Bhaduri

## Kritik
Guddi scheint den Starmythos auseinandernehmen und nicht nur zu zeigen zu wollen, wie Filme gemacht werden, sondern auch die Schattenseiten von Armut und Ausbeutung. Was er jedoch macht, ist eine kleine Parade der Filmstars vorzuführen.

## Sonstiges
- Dharmendra soll Jaya Bhaduri gefragt haben: "You are the heroine of the film? Tumhari umar kya hai?" („Du bist die Heldin? Wie alt bist du?“)[2]
- Eigentlich sollte Amitabh Bachchan die Rolle des Navin spielen, aber Mukherjee wollte ein unbekanntes Gesicht und da Bachchan in Mukherjees Anand zu großem Erfolg kam, kam er für die Rolle nicht mehr in Frage. Er ist nur noch in einer kleinen Szene zu sehen.